# Berlanguiano
El término berlanguiano, en referencia al estilo cinematográfico del director Luis García Berlanga, es un adjetivo que describe una situación coral aparentemente caótica o esperpéntica donde los individuos muestran una moral dudosa pero de forma vitalista. Se refleja principalmente en la sociedad española durante el periodo que abarcó la dictadura franquista, aunque se sigue aplicando para definir situaciones similares que continúan dándose en la sociedad actual. Entre las distintas interpretaciones del término 'berlanguiano' también se encuentra la que hace referencia a lo surrealista, a lo difícil de explicar pero absolutamente posible dentro del imaginario colectivo y la manera de ser de los españoles.

## Etimología
La palabra es resultado de la unión entre berlanga y el sufijo -iano/a, que denota procedencia, pertenencia o adscripción.

## Definiciones
El Diccionario de la lengua española define berlanguiano como:

1. adj. Perteneciente o relativo a Luis García Berlanga, cineasta español, o a su obra. Estudios berlanguianos.

2. adj. Que tiene rasgos característicos de la obra de Luis García Berlanga. Una situación berlanguiana.